# Vassili Smirnov (peintre)
Pour les articles homonymes, voir Smirnov.
Vassili Sergueïevitch Smirnov (en russe : Василий Сергеевич Смирнов) (1858-1890) est un peintre russe au style académique, qui a peint surtout des sujets sur l'Antiquité. Il est diplômé de l'École de peinture, de sculpture et d'architecture de Moscou et de l'Académie russe des Beaux-Arts de Saint-Pétersbourg. Il obtient auprès de cette dernière, après ses études, une bourse pour un voyage d'étude de quatre ans en Italie. Il reçoit le titre d'académicien en 1888 pour sa toile La Mort de Néron. Le décès de Smirnov, à l'âge de 32 ans, n'a pas permis que s'épanouissent tous ses talents. Quelques œuvres sont conservées à la Galerie Tretiakov et au Musée russe. Malgré la gravité formelle de ses sujets académiques, ses thèmes traditionnels sont traités selon des procédés artistiques novateurs.

## Formation
Smirnov naît le 12 août 1858 (24 août dans le calendrier grégorien) à Moscou dans une famille appartenant à la noblesse russe d'un chambellan de la cour impériale, chef de la noblesse de l'ouiezd de Kline, où se trouvait le domaine de la famille Smirnov. La famille avait aussi sa propre maison située dans le centre de Moscou, rue Prétchistenka. Vassili fait ses études au 5e gymnase classique. Le choix de sa profession a été influencé par la fréquentation du peintre Vassili Perov, ami, semble-t-il, de la famille Smirnov. Sans avoir terminé ses cours au gymnase, à 17 ans, Vassili entre, en 1875, à l'École de peinture, de sculpture et d'architecture de Moscou. Après avoir étudié dans la classe de Perov, il découvre l'importance du choix du sujet et cela deviendra l'une des particularités personnelles de son art. Durant ses études, il reçoit plusieurs petites médailles d'argent pour ses études sur la nature. Il participe, en 1878-1879, à la première exposition des étudiants de l'École de peinture, de sculpture et d'architecture de Moscou.
En septembre 1878, Vassili Smirnov, académicien de l'école de Moscou, s'inscrit à l'Académie russe des Beaux-Arts de Saint-Pétersbourg, tout en conservant des liens avec Moscou. Il expose ses œuvres lors des deuxième et troisième expositions des étudiants de l'académie. Bien que ses tableaux de cette époque n'aient pas été conservés, plusieurs de ses œuvres graphiques et autres apparaissent dans le catalogue des deuxième et troisième expositions des travaux des étudiants. Ce n'est que dans les années 1950, qu'une de ses études intitulée Le Paysan au bâton a été retrouvée dans une collection privée.

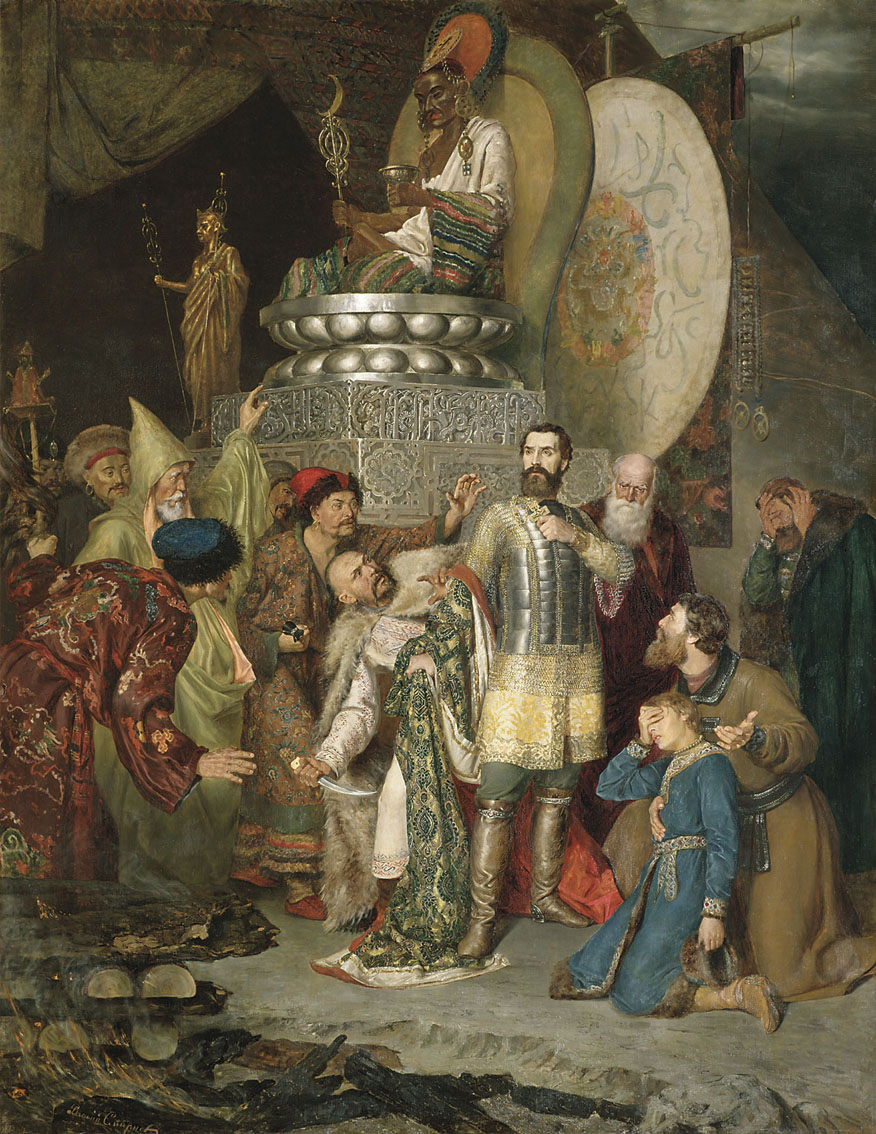
Michel Ier de Kiev dans la Horde, devant le quartier général de Batu, 1883, Galerie Tretiakov

À Saint-Pétersbourg, Smirnov étudie dans l'atelier de Piotr Chamchine (en). En outre il travaille dans la classe de Pavel Tchistiakov, sans être un de ses élèves les plus proches. Pour ses succès dans le domaine du dessin d'après nature, il reçoit en 1880 de grandes médailles d'argent. En 1882, il reçoit une médaille d'or pour son travail sur Le retour du fils prodigue à la maison du père. À cette époque, les médecins lui découvrent de graves problèmes de santé et il reçoit un congé de l'académie du fait d'une catarrhe chronique des poumons.
En 1883, il revient à l'académie et est admis au concours pour la grande médaille d'or, qui donne accès au titre d'artiste du premier degré, ainsi qu'à la bourse pour un voyage d'étude à l'étranger. Pour son tableau Michel Ier de Kiev dans la Horde, devant le quartier général de Batu, il reçoit le prix le plus élevé, et son voyage en Europe lui est payé pour 4 ans par l'académie. Son travail final à l'académie a été approuvé par Ilia Répine.

## Voyage d'étude en Europe occidentale
Smirnov part vers l'Italie en passant par Vienne. Il visite ensuite Padoue, Bologne, Venise et Florence, puis s'installe à Rome en mai 1884. Quand arrive la canicule, il part séjourner à Turin, où il visite avec des amis une exposition d'art et d'industrie, puis se rend au Salon de peinture et de sculpture de Paris. À Paris, il prend connaissance de l'œuvre d'Ernest Meissonier et de Mihály Munkácsy. Il se rend ensuite à Londres. Après l'Angleterre, il visite les centres artistiques aux Pays-Bas, en Allemagne et en Tchéquie. À l'automne, il retourne en Italie où il s'installe avec le peintre Vassili Savinski (ru) arrivé un an plus tôt, également comme pensionnaire boursier de l'Académie russe de Saint-Pétersbourg. Savinski est un élève de Pavel Tchistiakov travaillant sous sa direction, recevant des lettres avec des instructions précises. Il existe de raison de croire que Smirnov a été influencé par ce mentorat de Tchistiakov. Dans la correspondance entre Tchistiakov et Savinski, le nom de Smirnov est constamment mentionné.
Durant l'été 1885, Smirnov travaille sur les ruines de Pompéi, réalisant de nombreux croquis. Cela l'a mené à un engouement pour des sujets antiques. Il pense alors réaliser un tableau sur le sujet : Les apôtres Pierre et Jean devant le Saint-sépulcre, mais finalement il abandonne sur le conseil de l'académicien Valery Jacobi (ru), venu à Rome pour évaluer le travail des jeunes boursiers de l'académie des beaux-arts. Pour rendre compte de son séjour en Italie pendant les deux premières années, Smirnov présente 19 toiles, principalement des études sur des sujets classiques. C'est à cette époque que le tableau sur la Mort de Néron est mentionné dans sa correspondance. Il va ensuite y travailler pendant deux ans.
En 1887, Smirnov termine sa toile Triomphe de Poppée sur Octavia, dont le sujet est également lié à la biographie de Néron puisqu'il s'agit de deux épouses successives de l'empereur. Le tableau représente le moment où Poppée, deuxième épouse de Néron, reçoit en cadeau la tête de la première épouse Claudia Octavia. C'est un travail réalisé dans le cadre de sa troisième année de stage subsidié en Italie. Les autorités académiques ont approuvé ce travail de Smirnov, bien que Pavel Tchistiakov note que « les visages … ont été peints trop grossièrement ». Le tableau n'a pas été acquis par l'académie et a été envoyé pendant deux ans dans une exposition itinérante dans les villes de province russes. Son emplacement actuel est inconnu.

## Dernières œuvres et mort prématurée

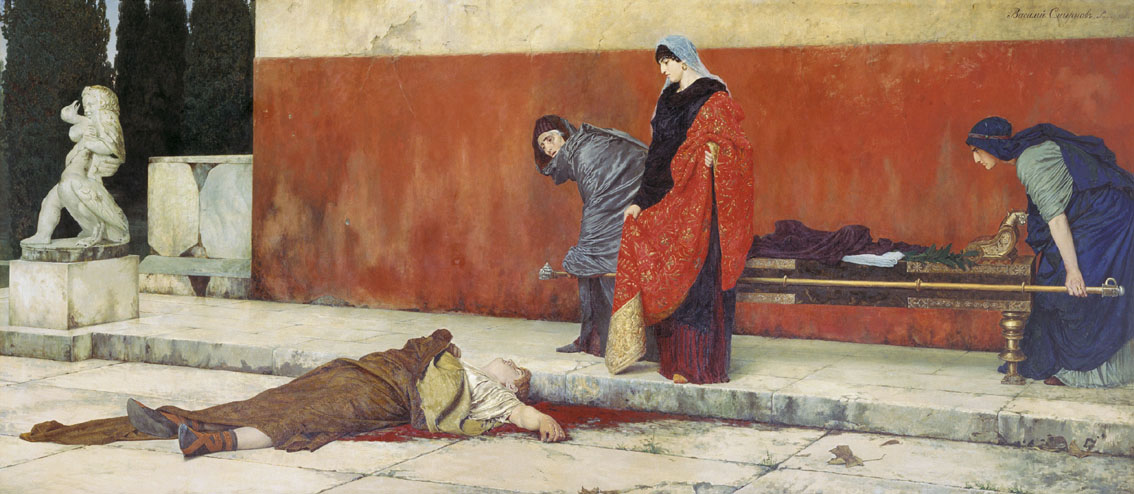
La Mort de Néron (1886-1888)

À l'été 1887, Smirnov interrompt son séjour en Italie et retourne en Russie pendant quelque temps, probablement à cause de la mort de son père. Quand il retourne en Italie, il poursuit sa vie d'étudiant boursier et étudie les antiquités romaines, sans négliger pour autant l'art moderne. Il porte un intérêt particulier à ce sujet aux artistes espagnols qui travaillent en Italie.
La réalisation finale de son voyage d'étudiant en Italie est son tableau La Mort de Néron, terminé en 1888. La toile est envoyée à Saint-Pétersbourg à l'automne 1888. Et le 31 octobre 1888, l'Académie russe des Beaux-Arts lui attribue le titre d'académicien. Puis le tableau est présenté à l'exposition de l'académie de 1889, où il reçoit plusieurs prix et vend son tableau à l'empereur Alexandre III.
En janvier 1889, Smirnov obtient le poste de professeur superviseur-adjoint pour les classes de dessin de l'académie des beaux-arts de Saint-Pétersbourg. Mais en octobre de la même année, en raison du développement de sa tuberculose, il est obligé de retourner en Italie qui offre un climat plus propice à sa santé. Il trouve encore la force, en 1889 de travailler à des croquis sur Pompéi. La dernière année de sa vie, il termine le tableau Entrée matinale de la reine de Byzance aux tombeaux de ses ancêtres dont les premières études datent de 1884. Malheureusement, le climat italien ne réussit pas à la guérir de sa maladie. Il est déjà dans un état grave, lorsqu'il décide à 32 ans de retourner dans le domaine familial en Russie. Le 17 décembre 1890 (29 décembre dans le calendrier grégorien), il meurt durant un trajet en train depuis la gare de Koubinka vers la gare de Golitsyno dans les environs de Moscou.
Après sa mort, c'est son frère Vassili Smirnov qui devient son exécuteur testamentaire. C'est lui qui vend Entrée matinale de la reine de Byzance au tombeau de ses ancêtres à Pavel Tretiakov. Dans le cadre de l'exposition académique de 1891, une exposition de ses œuvres est organisée qui présente une cinquantaine de ses tableaux.

## Caractéristique de la peinture de Smirnov

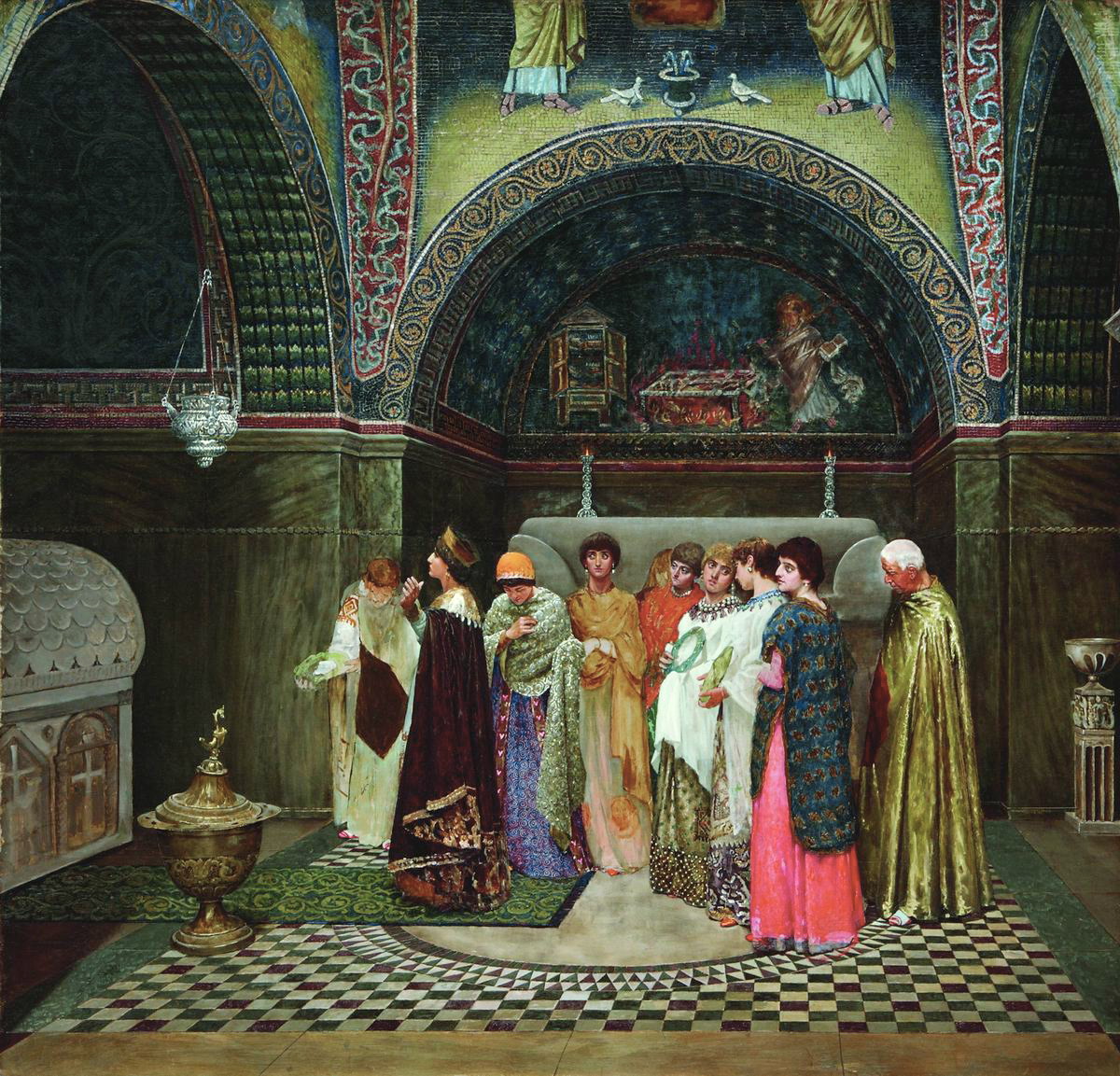
Entrée matinale de la reine de Byzance au tombeau de ses ancêtres, V. Smirnov, 1889 - 1890

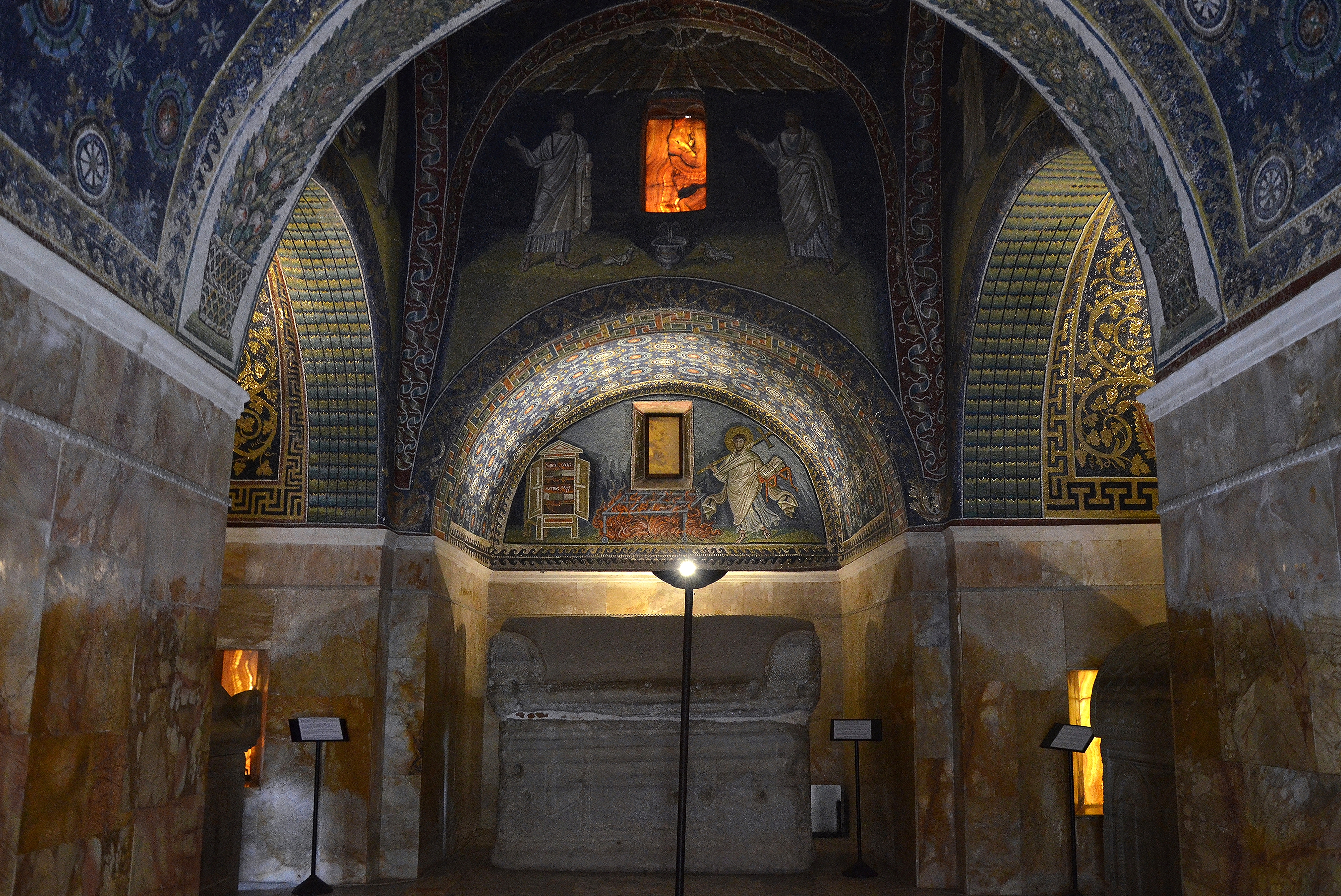
Vue du mausolée de Galla Placidia (morte en 450) et de son sarcophage, Ravenne, Italie

La transformation de la peinture de Smirnov vers plus d'indépendance se produit lors de son séjour en Italie pendant quatre ans, après y avoir réalisé deux grandes peintures et quelques dizaines d'esquisses et d'études. Selon la critique d'art Natalia Mamontova (ru), la période pompéienne de 1885 à 1887 a joué un rôle particulier qui témoigne de la formation de Smirnov et du rôle de la peinture sur le motif dans son travail.
En tant que représentant du style académique, Smirnov a suivi la voie des formes monumentales de ses prédécesseurs, mais sa pensée artistique a été influencée par des tendances artistiques plus récentes. Selon la critique N. Mamontova « l'artiste semble hésiter entre des tendances impressionnistes dans ses études et le symbolisme décoratif dans ses tableaux ». L'œuvre décorative symbolique la plus significative de Smirnov, c'est la La Mort de Néron. Dans le dernier tiers du XIXe siècle, les sujets antiques, consacrés à la lutte du christianisme et du paganisme étaient souvent traités dans le cadre à la mode de l'antithèse entre Jésus-Christ et l'Antéchrist. Chez les peintres russes du groupe des Ambulants, le thème du Christ prévaut, tandis que les représentants de l'académisme se tournent vers le thème de l'Antéchrist, exprimé chez Smirnov dans l'image de Néron. Selon E. Nesterov, pour la peinture de La Mort de Néron, Smirnov s'est basé sur le livre de Renan, l'Antéchrist (1873) et non sur des sources antiques. En créant ce tableau, Smirnov abandonne de nombreux détails de la vie quotidienne, alors que c'était la norme pour les peintres contemporains et se concentre sur la finale du drame. Sa composition de grand format (177 × 400 cm) et décalée vers la droite est construite principalement sur des angles et de grand pans de couleurs. La métaphore de la vie et de la mort a été rythmée à partir d'une combinaison de mouvements et de calme, traversant la toile sous différents axes de lignes horizontales et verticales. Les chroniqueurs de l'exposition de 1889 ont perçu le tableau comme une version exagérément agrandie de celle réalisée par le peintre de style académique, britannique d'origine néerlandaise, Lawrence Alma-Tadema, présentant au public l'image d'une « tragédie sanglante ».
Selon ses contemporains, le dernier tableau de Smirnov, Entrée matinale de la reine de Byzance au tombeau de ses ancêtres n'est pas aussi spectaculaire que le précédent, mais il se distingue par une compréhension subtile du style de vie de l'époque byzantine. Le rythme de la composition du tableau n'est pas mouvementé ni solennel. Pour travailler sur ce tableau, Smirnov s'est tourné vers les mosaïques du Ve siècle du Mausolée de Galla Placidia de Ravenne qui sont représentées dans la tableau,.

## Patrimoine et appréciation
En raison de la brièveté de sa vie, l'héritage préservé des œuvres de Smirnov n'est pas très grand par le nombre. La collection la plus représentative de ses œuvres se trouve à la Galerie Tretiakov. Six études sur Pompéi, datées de 1887-1889, ne sont entrées dans les collections de la Galerie Tretiakov qu'en 1985. Un croquis pour l'Entrée matinale de la reine de Byzance au tombeau de ses ancêtres avait déjà été transféré à la galerie Tretiakov en 1935. Dans les collections du Musée russe, il ne reste que deux tableaux de Smirnov, car son travail académique Michel Ier de Kiev dans la Horde, devant le quartier général de Batu a été transféré à Moscou en 1932.
Dans la littérature assez modeste existant sur la vie et l'œuvre de Smirnov, il est classé avec les auteurs de style académique de salon tels que Henryk Siemiradzki, Stefan Bakałowicz, Fiodor Bronnikov et d'autres qui se sont trouvés à Rome dans les années 1880 et étroitement liés entre eux sur le plan artistique et privé. Dans son Histoire de la peinture russe au XIXe siècle, Alexandre Benois classait Smirnov dans un groupe des épigones (il le considérait comme un disciple d'Henryk Siemiradzki, qu'il comparait à Lawrence Alma-Tadema). Cependant, au début du XXIe siècle, les appréciations à son sujet ont beaucoup changé. Ainsi E. Nestorova, critique d'art, fait remarquer que dans ses toiles aux sujets antiques, Smirnov a trouvé ses propres moyens d'aborder la résolution des problèmes picturaux, qui ne sont pas similaires à ceux des autres artistes de l'époque auteurs d'œuvres sur l'antiquité. Nesterova estime que l'œuvre de Smirnov reste à apprécier et que ce peintre « …s'est avéré être un représentant talentueux de l'époque de l'historicisme du XIXe siècle ».